# STEAP4
STEAP4‏ (STEAP4 metalloreductase) هوَ بروتين يُشَفر بواسطة جين STEAP4 في الإنسان.